# Španělská hra
Španělská hra (kódy podle Encyklopedie šachových zahájení: C60–C99) je nejhranější otevřené šachové zahájení; začíná tahy 1. e4 e5 2. Jf3 Jc6 3. Sb5. Poprvé je toto zahájení doloženo v tzv. göttinském rukopise z roku 1490 a poté u Luceny.
Vážněji se jeho analýzou zabýval jako první Ruy López de Segura, který své závěry vydal roku 1691 v knize Libro del Ajedrez. Na jeho počest je zahájení pojmenováno v angličtině (Ruy Lopez). Španělská hra byla od té doby neustále rozvíjena, až se stala jedním z nejpopulárnějších šachových zahájení, u něhož byla teorie propracována hluboko do střední hry. Začátkem dvacátého století, poté co tuto obranu analyzoval německý mistr Oskar Cordel, se objevily snahy přejmenovat celý systém na německou hru, tyto pokusy však neuspěly a nový název se neujal.
V současnosti tvoří španělská, společně se sicilskou hrou, nejčastěji se vyskytující obrany po úvodním tahu 1. e4. Zahájení stále odpovídá moderním trendům šachového boje díky velkému množství individuálních herních motivů, specifických výhradně pro tento systém a rozsáhlému prostoru pro objevování neustále nových a nových strategických a taktických možností za obě strany.
Není tedy divu, že existuje velké množství různých variant, často nesoucích vlastní jména. Vzhledem k tomu, že hrozba získání pěšce po 4. S×c6 d×c6 5. J×e5 je jen zdánlivá (černý ho snadno získá zpět po 5. … Dd4), má černý již ve třetím tahu několik dobrých možností. Například se hrává 3. … d6 (Steinitzova obrana), 3. … Jf6 (Berlínská obrana), nebo nejpoužívanější 3. … a6. Kromě těchto třech hlavních tahů se však ještě vyskytují i další: 3. … f5 (Jänischův gambit), 3. … Sc5 (Klasická obrana), 3. … Sb4 (Alapinova varianta), 3. … De7 s další ideou po rošádě bílého zahrát 4. … Jd8 (Kiffmeyerova obrana), 3. … Jge7 tuto zapomenutou variantu ve své době dokázal částečně oživit exmistr světa Boris Spasskij, 3. … g6 systém s fianchetováním střelce, který občas používal další exmistr světa Vasilij Smyslov, 3. … Jd4 (Birdova obrana), tento postup v padesátých letech dvacátého století zase oživoval velmistr Jefim Geller a dnes se tato varianta znovu částečně vrací na scénu a rozšiřuje okruh svých příznivců, 3. … Df6 starý systém, který v našich zemích používal například J. Hašek, 3. … g5 (Brentano gambit), 3. … Se7 tento tah má jen malý samostatný význam a většinou přechází do jiných variant.
Po zmíněném hlavním tahu 3. … a6 spleť variant pokračuje dále:
Pokud bílý po tomto tahu vymění na c6 4. S×c6 d×c6 a teď zahraje 5. 0-0 vzniká úvodní pozice Fischerovy varianty, když místo rošády použije jiný tah, nejčastěji 5. d4 jedná se o klasický výměnný systém.
Častěji však bílý na poli c6 nemění a pokračuje ústupem 4. Sa4, na čež černý může reagovat buď 4. … d6 (odložená Steinitzova obrana), 4. … b5 5. Sb3 Ja5 starý systém, který se pokoušel oživit velmistr Tajmanov, 4. … f5, 4. … Sc5 tento odložený Cordel si v posledních letech znovu získal velikou popularitu a pronikl až do nejvyšších výkonnostních pater. Nejčastější je ovšem tah 4. … Jf6 na což může následovat 5. Jc3, občas hrávané například mnohaletým kandidátem na mistra světa Paulem Keresem, 5. d4 čímž vzniká nenáročný, ale zejména na nižších výkonnostních stupních často používaný Barryho systém, nebo 5. d3 (Andersenův systém) atd.
Hlavní postup je však 5. 0–0, po čemž černý nejčastěji vybírá ze tří možností, buď se rozhodne tahem 5. … J×e4 pro otevřený systém, nebo 5. … d6, což je dvakrát odložená Steinitzova obrana, a nebo nejčastěji 5. … Se7 (zavřená varianta). Následně vzniká další rozsáhlý konglomerát systémů a jejich subvariant,např.:
1. e4 e5 2. Jf3 Jc6 3. Sb5 a6 4. Sa4 Jf6 5. 0–0 Se7 6. Ve1 b5 7. Sb3 0–0 8. c3 d5 – Marshallův útok. Je to nebezpečný gambit, kdy černý obětovává pěšce za dlouhodobou iniciativu a útočné možnosti proti bílému králi. Tento agresivní postup byl zejména v posledních deseti letech nebývale zpopularizován a získal mezi závodními hráči mnoho tisíc příznivců po celém světě, včetně těch z absolutní světové špičky.
1. e4 e5 2. Jf3 Jc6 3. Sb5 a6 4. Sa4 Jf6 5. 0–0 Se7 6. Ve1 b5 7. Sb3 d6 8. c3 0–0 9. h3 Sb7 – Zajcevova varianta. Dosavadní vrchol popularity této varianty byl v osmdesátých a devadesátých letech dvacátého století, kdy byla varianta použita v zápasech o mistra světa mezi Kasparovem a Karpovem, dnes její popularita ustupuje na úkor Marshallova útoku.
1. e4 e5 2. Jf3 Jc6 3. Sb5 a6 4. Sa4 Jf6 5. 0–0 Se7 6. Ve1 b5 7. Sb3 d6 8. c3 0–0 9. h3 Ja5 – Čigorinova varianta. Další ze systémů španělské hry, který si udržuje desítky let stále značnou oblibu.
1. e4 e5 2. Jf3 Jc6 3. Sb5 a6 4. Sa4 Jf6 5. 0–0 Se7 6. Ve1 b5 7. Sb3 d6 8. c3 0–0 9. h3 Jb8 – Breyerův systém. Originální myšlenka návratu jezdce na jeho počáteční pole, spojená s jeho následným přesunem na d7 a rychlým postupem c pěšce platí i dnes za dobrou možnost, i když její obliba není momentálně tak vysoká, jako před dvaceti lety.